# Râul Sasca, Țiflic
Râul Sasca este un curs de apă, afluent al râului Țiflic. 